# Cantone di Rosporden
Il Cantone di Rosporden era una divisione amministrativa dell'arrondissement di Quimper.
A seguito della riforma approvata con decreto del 13 febbraio 2014, che ha avuto attuazione dopo le elezioni dipartimentali del 2015, è stato soppresso.

## Composizione
Comprendeva i comuni di:
- Elliant
- Rosporden
- Saint-Yvi
- Tourch